# Сан-Димас (Калифорния)
Сан-Димас (англ. San Dimas) — город в округе Лос-Анджелес в штате Калифорния в Соединённых Штатах Америки.
Согласно данным переписи населения США 2020 года число жителей города 
составляло 34 924 человека, что, для такого небольшого населённого пункта, существенно больше (+ 4.7%), чем было во время предыдущей переписи проводившейся в 2010 году (33 371 человек).

## История
В доколумбову эпоху земли, где сейчас стоит Сан-Димас, были населены коренными американцами из народа тонгва. Первое задукоментирванное европейское исследование этой области было в 1774 году, когда Хуан Баутиста де Анса прошел через нее во время первой сухопутной экспедиции Лас-Калифорнияс из Новой Испании к заливу Монтерей.

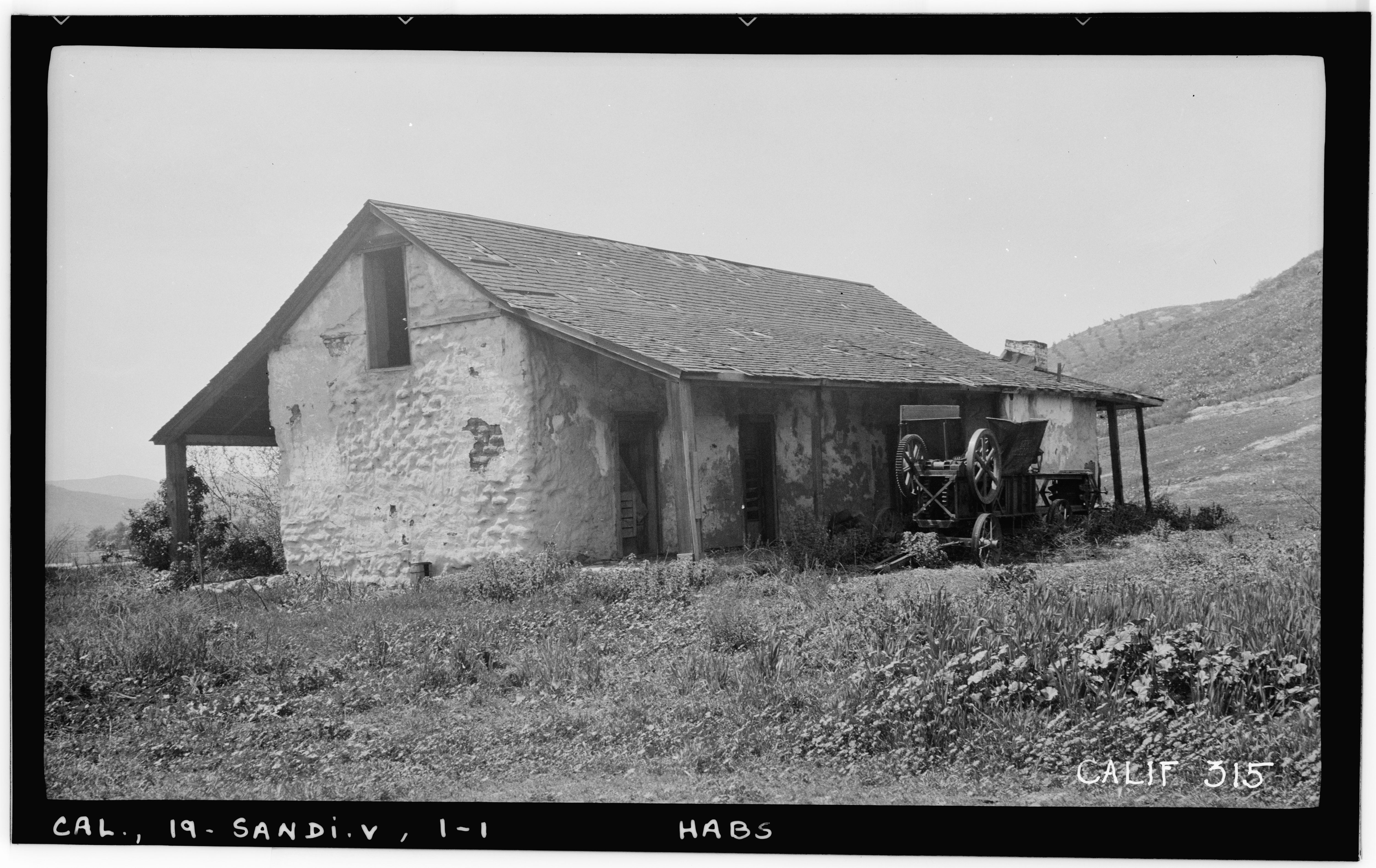
Одно из старейших зданий города (фотография 1934 года)

Первые постоянные поселенцы из Европы обосновались здесь примерно в 1840-х годах, а вскоре местные грязевые источники принесли сообществу известность как лечебному курорту. Своё современное название город получил от каньона Сан-Димас хребта Сан-Гейбриел над северной частью современного Сан-Димаса.
4 августа 1960 года сообщество было включено в реестр штата и Сан-Димас официально получил статус города.
В 1887 году через город прошла железная дорога, что послужило катализатором росту экономики региона.
В 1989 году на экраны вышла американская научно-фантастическая комедия «Невероятные приключения Билла и Теда», действие которой по сценарию происходило в Сан-Димас, однако съёмки происходили в городе Финиксе, штат Аризона.

## География
Сан-Димас примерно в 28 милях (45 км) к востоку/северо-востоку от центра Лос-Анджелеса и к северу от Тихого океана. Город граничит с горным хребтом Сан-Габриэль на севере, Глендорой и Ковиной на западе, Ла-Верном на севере и востоке, Помоной на юге и востоке, Уолнатом и некорпоративным сообществом Рамона на юго-западе и некорпоративным сообществом Вест-Сан-Димас, которое является анклавом в юго-западной части города.
Согласно данным Бюро переписи населения США, общая площадь города составляет 15,4 квадратных мили (40 км2), из которых 0,39 квадратных мили (около 1,0 км2) приходится на водную поверхность.

## Климат
В этом регионе жаркое и сухое лето, а среднемесячные температуры не превышают 71,6 °F (22,0 °C). Согласно системе классификации климата Кёппена, в Сан-Димасе тёплый летний средиземноморский климат, который сокращённо обозначается на климатических картах аббревиатурой «Csb».